# Quốc lộ 15D
Quốc lộ 15D là quốc lộ chính của khu vực miền Trung và Tây Nguyên theo quy hoạch mạng lưới đường bộ thời kì 2021-2030, tầm nhìn đến 2050 của chính phủ. Quốc lộ 15D dài 78km, quy mô tiêu chuẩn cấp III, IV đồng bằng, miền núi. Có 2 đến 4 làn xe, vận tốc 60 km/h đến 80km/h.

## Lộ trình
Quốc lộ 15D có tổng chiều dài khoảng 78km bao gồm các đoạn:
- Cảng biển Mỹ Thủy – Quốc lộ 1
- Quốc lộ 1 – Đường cao tốc Cam Lộ – La Sơn
- Đường cao tốc Cam Lộ – La Sơn – Đường Hồ Chí Minh nhánh Tây
- Đi trùng với đường Hồ Chí Minh nhánh Tây
- Đường Hồ Chí Minh nhánh Tây – Cửa khẩu Quốc tế La Lay (12 km)

## Lịch sử
Ngày 18 tháng 7 năm 2013, Bộ Giao thông Vận tải ban hành Quyết định số 2097/QĐ-BGTVT chuyển từ tuyến ĐT.588 thành Quốc lộ 15D, có tổng chiều dài hơn 12 km, mặt đường rộng từ 5,5-6m, kết cấu mặt đường bằng bê tông nhựa, có điểm đầu tại Km0+00, đường Hồ Chí Minh nhánh Tây tại Km 305+347 thuộc xã A Ngo, huyện Đakrông, tỉnh Quảng Trị và điểm cuối tại Km12+200, ngang cột mốc S1, biên giới Việt – Lào, Cửa khẩu quốc tế La Lay.